# Distrito de Bilaspur (Himachal Pradesh)
Bilaspur (en hindi; बिलासपुर) es un distrito de la India en el estado de Himachal Pradesh. Código ISO: IN.HP.BI.
Comprende una superficie de 1 167 km².
El centro administrativo es la ciudad de Bislaspur.

## Demografía
Según censo 2011 contaba con una población total de 382 056 habitantes, de los cuales 189 229 eran mujeres y 192 827 varones.